# Sahara (film, 2017)
Pour les articles homonymes, voir Sahara (homonymie).
Pour plus de détails, voir Fiche technique et Distribution.
Sahara est un long métrage d'animation franco-canadien réalisé par Pierre Coré et sorti en 2017.
Le film suit Ajar le serpent et son pote Pitt le scorpion qui décident de tenter leur chance dans l'oasis voisine où vit la haute bourgeoisie du désert saharien et d'y retrouver Eva, une belle femelle serpent verte dont Ajar est tombé fou amoureux. C’est le début de folles aventures qui les amèneront à traverser le désert à la poursuite de l’amour et plus encore à la découverte d’eux-mêmes.

## Synopsis
Dans le désert, où les animaux sont appelés "Dusties", Ajar le cobra et son meilleur ami, Pitt le scorpion, volent une pastèque à un chameau, pour la faire prendre par un cobra plus âgé nommé Saladin. Le duo est une cible fréquente de dénigrement par Saladin et est considéré comme des parias. Ajar, fatigué d'être un "perdant", décide qu'ils devraient aller dans l'Oasis, un refuge pour les serpents verts riches et très sophistiqués mais qui est interdit aux Dusties.
Ajar se déguise en serpent vert puis entre dans l'Oasis. Il rencontre un serpent vert nommé Eva, qui s'est déguisée en Dusty pour tenter de s'échapper de l'Oasis. Ils sont alors pris en embuscade par des oiseaux secrétaires, qui les chassent jusqu'au bord d'une falaise. Eva et Ajar sautent de la falaise et atterrissent dans une rivière. Les déguisements se lavent dans la rivière, révélant leurs véritables identités les uns aux autres. Étant un Dusty, Ajar n'est pas capable de nager et se noie presque, mais est sauvé par Eva, qui le ressuscite avec le bouche-à-bouche. Ajar et Eva deviennent amis après cela et Ajar tombe amoureux d'Eva, mais Eva est ensuite capturée par Omar, un charmeur et écorcheur de serpents.
Ajar donne la chasse, mais lui et Pitt sont capturés par Chief-Chief, l'un des oiseaux secrétaire gardant l'Oasis. Les deux sont emmenés à la base des oiseaux, où le chef-chef et les autres oiseaux menacent de les tuer. Cependant, Ajar utilise Gary, le frère paresseux et stupide d'Eva, comme otage, et ils s'échappent sur le dos de l'un des oiseaux secrétaires. Lorsque Pitt pique accidentellement l'oiseau, celui-ci perd connaissance et le trio continue au sol.
Pendant ce temps, Eva rencontre d'autres serpents qui ont été attrapés par Omar, y compris les jumeaux, Lulu Belle et Lily Belle, un charmant serpent vert nommé George, un serpent blanc nommé Pietra, qui ne l'aime pas, mais la salue comme les autres le font, et un python rouge nommé Rita. Les serpents racontent à Eva leurs professions, et Omar les sort alors tous, où il joue de la flûte. Eva tente d'échapper à Omar, mais est hypnotisée par le son de la flûte et repart. Lorsque les serpents sont remis dans le panier, Pietra propose à Eva une méthode d'évasion par un trou dans le panier pour tenter de se débarrasser d'elle. Cependant, les deux sont rattrapés par Omar. Il les oblige à participer à une danse. Eva gagne, tandis que Pietra est mise dans le panier de serpents à écorcher.
Gary, Ajar et Pitt, toujours dans leur quête, tombent dans une grotte, où ils sont accueillis par Glow-Worms. Le roi Glow-Worm leur donne des instructions pour trouver Eva, mais essaie ensuite de les attirer comme proies, et les trois s'échappent de justesse. Peu de temps après, ils montent dans une jeep avec quelques touristes, mais sont découverts et Pitt est séparé des autres. Ils trouvent alors un poisson des sables qui parle vite, qui leur laisse le nom de Souksoukville, puis s'en va. Ajar et Gary trouvent une oasis, où ils se reposent pour la nuit et deviennent lentement amis après qu'Ajar révèle que lui et Pitt sont les seuls amis qu'ils ont (depuis que la famille de Pitt a été tuée par les Touaregs) et Gary révèle qu'il n'a aucun ami du tout. Pitt reste au camp des touristes, où il rejoint un groupe de scorpions.
Ajar et Gary trouvent un puits à l'oasis. Ils descendent un seau pour échapper à une tempête de sable, puis arrivent dans une autre ville. Ils suivent les annonces d'Omar pour se rendre à son magasin, où Ajar voit Eva et les autres serpents piégés dans une cage, et George embrassant Eva. Prenant la rencontre pour une rencontre romantique, Ajar abandonne presque sa quête jusqu'à ce qu'il libère un ventilateur de plafond, qui tombe sur le dessus de la cage, libérant tous les serpents. Omar le voit et court chercher sa flûte, mais Ajar la prend.
Omar poursuit Ajar autour de la ville, où la tempête de sable fait rage. Ajar est poursuivi au sommet d'une mosquée, où Omar tente d'attraper la flûte, mais la casse. Il attrape Ajar pour qu'il ne tombe pas du bâtiment, mais la peau d'Ajar se détache et Omar disparaît dans la tempête de sable. La tempête se calme et Ajar tombe sur une plate-forme en contrebas. Il est retrouvé par Eva et Gary et on pense qu'il est mort, à leur grande consternation, mais il se réveille ensuite. Eva se rend compte qu'Ajar avait traversé un désert pour elle, et les deux s'embrassent. Omar apparaît alors, mais tombe inconscient après que Pitt l'ait piqué. Il les présente à Emily, un scorpion du groupe avec lequel il était resté plus tôt. Ajar, Eva, Emily, Pitt, Gary et Pietra partent en voiture de tourisme.
Alors que la camionnette démarre, le poisson des sables qui parle vite apparaît à côté d'un chameau et lui dit (ainsi qu'aux téléspectateurs) qu'Ajar et Eva pourraient retourner et vivre heureux pour toujours à l'Oasis et apprendre aux Dusties et Green Snakes à vivre ensemble comme égaux, mais il prétend n'avoir aucune idée si cela se produit ou non.

## Fiche technique
- Titre : Sahara
- Réalisation : Pierre Coré
- Scénario : Pierre Coré, Nessim Debiche et Stéphane Kazandjian
- Musique : Jérôme Rebotier et My Melody
- Direction artistique : Julien Georgel
- Supervision CG: Stéphane Stoll
- Animation : Ryan Yee
- Montage : Fanny Boucquard
- Production : Éric Altmayer, Nicolas Altmayer, Pierre Coré, Michel Cortey, Christian Ronget et Claude Léger
- Sociétés de production : Mandarin Cinéma, La Station Animation, Studiocanal, M6 Films et Transfilm International
- Société de distribution : Studiocanal
- Pays d'origine :  France /  Canada
- Langue originale : français
- Format : couleur - numérique - 2,35:1 - son stéréo
- Durée : 86 minutes
- Dates de sortie :
  - France : 1er février 2017
  - Canada :  12 mai 2017

## Distribution
- Omar Sy : Ajar
- Louane : Eva
- Franck Gastambide : Pitt
- Vincent Lacoste : Gary
- Ramzy Bedia : Chef Chef
- Clovis Cornillac : Roi des vers luisants
- Jean Dujardin : George
- Grand Corps Malade : Omar
- Reem Kherici : Alexandrie
- Jonathan Lambert : Michael
- Sabrina Ouazani : Alexandra
- Marie-Claude Pietragalla : Pietra
- Mathilde Seigner : Rita
- Michaël Youn : Poisson des sables
- Roschdy Zem : Saladin
- Adeline Chetail, Frédéric Souterelle, Xavier Fagnon, Jérémy Prévost, Martial Le Minoux, Marie Chevalot, Nathalie Homs, Céline Mauge, Salomé Coré, Paul Barban : voix additionnelles

## Box-office
- France : 1 110 644 entrées[1]

## Distinctions

### Sélection
- Festival international du film de comédie de l'Alpe de Huez 2017 : présenté hors compétition

### Nomination
- César 2018 : meilleur film d'animation